# 김인권
김인권(1978년 1월 20일 ~ )은 대한민국의 배우이다.

## 학력
- 서울세종고등학교[1]
- 동국대학교 연극영화과

## 출연 작품

### 영화
- 1999년 《송어》 ... 태주 역
- 1999년 《박하사탕》 ... 이 병장 역
- 1999년 《환타 트로피칼》
- 2000년 《아나키스트》 ... 상구 역
- 2000년 《공포 택시》 ... 10대남 2 역 (우정출연)
- 2001년 《조폭 마누라》 ... 빤스 역
- 2001년 《챠오》 ... 성인 태원 역
- 2001년 《H》 ... 허영택 역 (우정출연)
- 2002년 《쉬브스키》 ... 태주 / 지블리언 역
- 2003년 《화성으로 간 사나이》 ... 호걸 역
- 2003년 《플라스틱 트리》 ... 수 역
- 2003년 《영어완전정복》 ... 전역 병장 역 (우정출연)
- 2004년 《말죽거리 잔혹사》 ... 찍새 전준식 역
- 2004년 《이공-스무켤레》
- 2004년 《신부수업》 ... 신선달 역
- 2007년 《두 얼굴의 여친》 ... 구창 선배 역 (우정출연)
- 2007년 《마이 파더》 ... 신요섭 상병 역
- 2007년 《용의주도 미스신》 ... 김윤철 역
- 2008년 《숙명》 ... 정도완 역
- 2009년 《해운대》 ... 오동춘 역
- 2009년 《시크릿》 ... 석준 역
- 2010년 《이웃집 남자》 ... 순대남 역
- 2010년 《방가? 방가!》 ... 방가 역
- 2010년 《초능력자》 ... 사채업자 역 (특별출연)
- 2011년 《퀵》 .. 김명식 역
- 2011년 《마이웨이》 ... 종대 역
- 2012년 《강철대오 : 구국의 철가방》 ... 강대오 역
- 2012년 《광해, 왕이 된 남자》 ... 도 부장 역
- 2012년 《타워》...오병만 역
- 2013년 《전국노래자랑》 ... 박봉남 역
- 2014년 《신의 한수》 ... 꽁수 / 육종덕 역
- 2014년 《신이 보낸 사람》 ... 주철호 역
- 2014년 《타짜: 신의 손》 ... 허광철 역
- 2015년 《쎄시봉》 ... 조영남 역 (특별출연)
- 2015년 《약장수》 ... 일범 역
- 2015년 《히말라야》 ... 박정복 역
- 2016년 《인생은 아름다워》
- 2016년 《고산자, 대동여지도》 ... 바우 역
- 2017년 《아빠는 딸》 (특별출연)
- 2018년 《비밥바룰라》 ... 민국 역
- 2018년 《물괴》 ... 성한 역
- 2018년 《배반의 장미》 ... 안병남 역
- 2018년 《리벤져》 ... 바우 역
- 2018년 《순이》 ... 백동포 역
- 2018년 《우체통》 ... 김진섭 역
- 2019년 《다시, 봄》 ... 진철 역 (특별출연)
- 2019년 《장사리: 잊혀진 영웅들》 ... 류태석 역
- 2019년 《접전: 갑을 전쟁》
- 2019년 《아직 사랑하고 있습니까?》 ... 오영욱 역
- 2020년 《열혈형사》 ... 동민 역
- 2021년 《방법: 재차의》 ... 김필성 역
- 2022년 《히든》 ... 국 팀장 / 블랙잭 역 (특별출연)

### 드라마
- 1999년 MBC 청춘시트콤 《남자 셋 여자 셋》
- 2000년 MBC 주간시트콤 《세 친구》
- 2000년 SBS 일요드라마 《메디컬 센터》
- 2000년 MBC 8.15특집극 《선감도》
- 2001년 MBC 주간시트콤 《연인들》
- 2001년 MBC 단막극 《MBC 베스트극장 - 크리스마스에 보내는 편지》
- 2003년 KBS2 단막극 《드라마시티 - S대 법학과 미달사건》 ... 홍길남 역
- 2003년 MBC 미니시리즈 《내 인생의 콩깍지》 ... 장상두 역
- 2003년 KBS2 단막극 《드라마시티 - 상 파울루》 ... 인공 역
- 2003년 SBS 주간시트콤 《형사》
- 2003년 KBS2 단막극 《KBS 드라마시티 - 나의 그녀 이야기》 ... 재수 역
- 2004년 MBC 설날특집극 《굿모닝, 공자》 ... 고강석 역
- 2004년 SBS 미니시리즈 《2004 인간시장》 ... 상구 역
- 2007년 SBS 드라마 스페셜 《외과의사 봉달희》 ... 박재범 역
- 2009년 SBS 드라마 스페셜 《미남이시네요》 ... 마훈이 역
- 2010년 MBC 가정의 달 특집극 《나는 별일없이 산다》 ... 신병대 역
- 2012년 JTBC 주말드라마 《무자식 상팔자》 ... 안소영 맞선남 역
- 2016년 SBS 드라마 스페셜 《돌아와요 아저씨》 ... 김영수 역
- 2017년 tvN 월화드라마 《그녀는 거짓말을 너무 사랑해》 ... 봉선생 역
- 2017년 tvN 수목드라마 《크리미널 마인드》 ... 안상철 역
- 2019년 KBS2 수목드라마 《단 하나의 사랑》 ... 후 역
- 2020년 tvN 월화드라마 《방법》 ... 김필성 역
- 2020년 KBS2 월화드라마 《계약우정》 ... 우태정 역
- 2020년 tvN 토일드라마 《철인왕후》 ... 만복 역
- 2021년 OCN 토일드라마 《타임즈》 ... 도영재 역
- 2021년 KBS2 월화드라마 《연모》 ... 양문수 역
- 2022년 JTBC 주말드라마 《클리닝 업》 ... 천덕규 역
- 2022년 JTBC 주말드라마 《모범형사 2》 ... 이성곤 역
- 2023년 MBC 금토드라마 《꼭두의 계절》 ... 옥신 역
- 2023년 KBS2 월화드라마 《가슴이 뛴다》 ... 고양남 역
- 2023년 TVING 오리지널 드라마 《잔혹한 인턴》 ... 소제섭 역
- 2024년 Netflix 오리지널 드라마 《기생수: 더 그레이》
- 2024년 SBS 금토드라마 《지옥에서 온 판사》 … 구만도 역
- 2025년 SBS 월화드라마 《귀궁》 … 김응순 역

### 방송
- 2001년 MBC 스타 서바이벌 동거동락 - 2기
- 2013년 KBS1 《희망을 걷다》 ... 내레이션
- 2013 sbs 힐링캠프 <김인권>
- 2013년 SBS 《심장이 뛴다》
- 2019년 SBS 《정글의 법칙 in 태즈먼》
- 2019년 KBS1 《다큐공감》 292회 : 그들이 사는 세상, 울릉도 ... 내레이션
- 2019년 MBC 《선을 넘는 녀석들 - 리턴즈》 ... 게스트
- 2020년 MBC 《선을 넘는 녀석들 - 리턴즈》 ... 게스트

## 광고
- 2004년 KTF NA - 무용과 도우미
- 2007년 농심 신라면
- 2009년 KT QOOK 인터넷 패밀리 / QOOK 인터넷 전화
- 2011년 굿다운로더 선녀와 나무꾼 (with 박중훈, 안성기)
- 2016년 대리친구
- 2019년 전자증권제도
- 2021년 농심 신라면볶음면 (with 조정석)

## 수상 및 후보
| 연도 | 시상식                      | 부문                                    | 작품                                 | 결과 |
| ---- | --------------------------- | --------------------------------------- | ------------------------------------ | ---- |
| 2000 | 제21회 청룡영화상           | 신인남우상                              | 아나키스트                           | 후보 |
| 2003 | KBS 연기대상                | 남자부문 단막특집상                     | KBS 드라마시티 - S대 법학과 미달사건 | 수상 |
| 2007 | SBS 연기대상                | 드라마스페셜부문 남자 조연상            | 외과의사 봉달희                      | 후보 |
| 2009 | 제18회 부일영화상           | 남우조연상                              | 해운대                               | 수상 |
| 2009 | 제46회 대종상               | 남우조연상                              | 해운대                               | 후보 |
| 2009 | 제30회 청룡영화상           | 남우조연상                              | 해운대                               | 후보 |
| 2009 | SBS 연기대상                | 드라마스페셜부문 남자 조연상            | 미남이시네요                         | 후보 |
| 2011 | 제20회 부일영화상           | 남우주연상                              | 방가?방가!                           | 후보 |
| 2012 | 제3회 올해의 영화상         | 조연상                                  | 마이웨이                             | 수상 |
| 2014 | 제51회 대종상               | 남우조연상                              | 신의 한 수                           | 후보 |
| 2015 | 제23회 대한민국문화연예대상 | 영화부문 남자 최우수연기상              | 약장수                               | 수상 |
| 2016 | 제36회 황금촬영상           | 최우수 조연남우상                       | 히말라야                             | 수상 |
| 2016 | SBS 연기대상                | 판타지드라마부문 남자 우수연기상        | 돌아와요 아저씨                      | 후보 |
| 2024 | SBS 연기대상                | 미니시리즈 휴먼•판타지 부문 남자 조연상 | 지옥에서 온 판사                     | 수상 |
| 2024 | 제10회 에이판 스타 어워즈   | 남자 연기상                             | 지옥에서 온 판사                     | 후보 |